# Hydrolase
Indenfor biokemien er en hydrolase (EC 3) et enzym, der katalyserer hydrolyse af en kovalent binding, som i følgende skematiske reaktion:
A-B + H2O → A-OH + B-H
Hydrolaser navngives efter deres substrat, enten på formen "substrat hydrolase" eller "substratase".
| Biokemi | Spire Denne biokemiartikel er en spire som bør udbygges. Du er velkommen til at hjælpe Wikipedia ved at udvide den. |